# Il vecchio saggio
Il vecchio saggio appartiene al genere delle leggende e delle fiabe curde dell'area curdo-caucasica.
Le leggende e le fiabe curde sono parabole che tendono a non drammatizzare gli eventi e talvolta sono beffarde. La religiosità è uno dei tanti temi, ma non è vissuta come elemento essenziale; molto diffuse sono le fiabe animali alle volte con uno sfondo morale, i protagonisti delle quali spesso fanno parte del mondo sociale reale curdo.

## Trama
Nell'antico Kurdistan c'era un re che aveva l'usanza di travestirsi e di mescolarsi tra la gente comune. Un giorno si reca, assieme al visir, in una città vicina alla capitale del regno e davanti alle mura notano un vecchio che chiedeva l'elemosina. Il re, seppur vestito di stracci, viene sorprendentemente riconosciuto dal vecchio e dialoga con quest'ultimo in modo poco chiaro e criptico. Il giorno dopo il re convoca il visir e gli concede un solo giorno di tempo per interpretare e comprendere le domande e le risposte effettuate con l'anziano pena la propria testa. Il visir va a caccia del vecchio e lo porta nella sua casa dove riesce a svelare i misteri del dialogo, però a caro prezzo, svenandosi e diventando a sua volta, povero.